# 대관령중학교
대관령중학교(大關嶺中學校)는 대한민국 강원특별자치도 평창군 대관령면 횡계리에 있는 공립 중학교이다.

## 학교 연혁
- 1969년 10월 14일 : 도암중학교 설립인가(3학급)
- 1970년 4월 10일 : 개교식 거행
- 2016년 3월 1일 : 대관령중학교로 교명 변경
- 2017년 3월 1일 : 학급수 변경(5학급)
- 2017년 8월 16일 : 학교 신축 이전
- 2022년 12월 30일 : 제52회 졸업식 거행(졸업생 26명, 총 누계 4,556명)
- 2023년 3월 1일 : 제26대 진수영 교장 부임
- 2024년 3월 1일 : 학급 수 변경(3학급)
- 2024년 3월 4일 : 입학식 거행(입학생 27명)

## 참고 자료
- 대관령중학교 - 한국교육학술정보원 학교알리미